# Associazione italiana assistenza spastici
L'Associazione italiana assistenza spastici (AIAS) è un'associazione ONLUS presente in Italia, nata nel 1954 con sede centrale a Roma. Attuale presidente nazionale è Salvatore Nicitra, eletto l'8 luglio 2013. Presidente d'onore è Francesco Lo Trovato.
Possono entrare a far parte dell'associazione, a vario titolo, tutti coloro che vogliono attivarsi per tutelare e promuovere i diritti delle persone in situazione di handicap, secondo quanto previsto dalla Costituzione italiana.

## La fondazione
Negli anni '50, alcuni genitori di bambini cerebrolesi di Roma, dopo aver appreso delle iniziative intraprese negli Stati Uniti d'America ed in Gran Bretagna, e dopo aver riscontrato l'assoluta assenza di simili iniziative in Italia, si attivarono per promuovere anche nel nostro Paese una forma associativa privata in grado di affrontare i problemi legati alla paralisi cerebrale infantile e dare supporto alle famiglie delle persone colpite dalla malattia. Nel novembre 1954 nacque l'AIAS, associazione avente per scopo lo sviluppo della "coltura della disabilità" e il rafforzamento della solidarietà, sulla base del principio che ogni persona, a prescindere dalle condizioni psico-fisiche, ha il diritto inalienabile ad una vita libera e dignitosa.